# Red colectiva
Una Red colectiva es un conjunto de grupos sociales enlazados de forma directa o indirecta, por uniones comunes. Los fenómenos sociales están analizadas por las ciencias sociales que se aproximan a su estudio tomando en consideración las propiedades de las relaciones que hay entre los grupos, que a su vez influyen en las relaciones interiores entre los individuos de cada grupo presente en el interior del sistema.

## Descripción
Una Red colectiva (en inglés collective network) puede ser definida como un sistema de grupo sociales enlazado de forma directa o indirecta, por algunos vínculos en común: el status de grupo que se comparten, las funciones de grupo similares o compartidas o por conexiones culturales o geográficas; los enlaces entre grupos también tienen la función de reforzar las uniones intra grupos, es decir la identidad de grupo. 
Podemos definir red colectiva, en algunas tipologias informales de asociaciones, como la mobilitación de movimientos sociales, o sea un conjunto de grupos cuyos individuos, no obstante puedan no conocerse o puedan compartir sólo los críterios organizativos presentes en la red, están atados entre ellos desde el punto de vista psicológico a la misma red y desean mantenerla de forma indefinida, apretando las conexiones entre las personas de un grupo pero al mismo tiempo formando nuevas conexiones con personas de otros grupos presentes en la red colectiva.

## Background
Interesante observar que el término red colectiva ha sido utilizado de forma oficial por primera vez a nivel público no gracias a la ciencia, sino en un meeting global querido por el Ejército Zapatista de Liberación Nacional (EZLN): el 27 de julio de 1996 más de 3.000 activistas de más de 40 naciones se reunieron en Chapas (México), territorio rebelde zapatista , para participar al Encuentro. EZLN emitiò la “Segunda Declaración de La Realidad a favor de la Humanidad y en contra del Neoliberalismo”, deseando la creación de una “red colectiva de todas nuestras luchas y resistencias particulares, una red intercontinental de resistencia para la humanidad”.
En la ciencia, el término network colectivo se relaciona con el estudio de los sistemas complejos. Como todos los sistemas conexos tienen muchos componentes interconectados, la ciencia de los network y la teoría de los network son aspectos importantes en el estudio de los sistemas complejos y de los network colectivos. La idea de network colectivo nace de la red social y de su análisis, es decir del análisis de las redes sociales o SNA (en inglés: social network analysis). El grupo de Cynthia F. Kurtz (Snowden 2005) desarrollò métodos para ejecutar el SNA sobre esas personas a las que se les pregunta sobre los grupos (SNA por identidad) y a las que se les pregunta sobre representaciones abstractas de comportamientos (SNA por abstracciones). Si por un lado la SNA tiene que ver principalmente con las conexiones entre individuos, por otro lado, según Cynthia F. Kurtz el collective network analysis tiene que ver con la creación de “compuestos de grupos de identidad” como expresión abstracta de las interacciones de grupo a grupo.
Desde el 2007, el grupo de búsqueda interdisciplinaria CoCo de la Binghamton University, en el estato de New York, estudia las dinámicas colectivas de diferentes tipologias de agentes interactivos como los sistemas complejos. Los objetivos de CoCo son (i) aquellos de ir avanzando en la comprensión de las dinámicas colectivas de los sistemas complejos de tipo físico, biológico, social y de proyecto a través de la búsqueda scientífica; (ii) promover la colaboración interdisciplinaia entre facultades y estudiantes en diferentes escuelas y departamentos; (iii) transferir dicha comprensión a productos y procesos que puedan mejorar el bienestar de las personas en ámbito regional, del estado, nacional y global.
En 2011 Emerius, el Instituto de Estudios Euro-Mediterraneo sobre Sciencias Sociales con sede en Roma, empezò el desarrollo de un network colectivo experimental nombrado Yoosphera con el objetivo de estudiar las dinámicas intra-  u inter- grupo con el fin de reforzar el significado del sentido de comunidad presente en los grupos del territorio a lo largo de cuatro principales factores:  (i) la percepción racional y afectiva de la similitud con otros individuos del grupo principal de un sujeto y de otros grupos; (ii) una consciente y reconocida dependencia intra- u inter- grupo; (iii) la obligación voluntaria en el mantener esta dependencia hasta que se demuestre útil para el singular individuo, para los grupos principales de apartenencia y para el macro grupo percibido ( el Yoosphera); (iv) la voluntad de no resultar dañoso a otros individuos, grupos o macro grupos.

## Experimentos
La búsqueda de Emerius sobre las redes colectivas incorpora el grafo de la red del pequeño mundo, con los nudos representados por los individuos y por sus grupos, así como la idea de Malcolm Gladwell expresada en su libro La clave del éxito: Cómo surgen y se propagan las modas, si bien Gladwell considera que “el éxito de cada tipo de epidemia social depende pesantemente de la participación de personas en un particolar y raro conjunto de don social”, según Emerius el éxito de cada una de las epidemias sociales también depende de forma fuerte del envolvimiento de los grupos especiales con un alto grado de cohesión intra- u inter- grupo.
Las ciencias sociales también miran al desarrollo de nuevos modelos para gestionar los grupos y sus relaciones interiores y exteriores según los límites y las habilidades de la naturaleza humana para aumentar la eficacia de los grupos. Este es el objetivo de Yoosphera, la red colectiva experimental que está constantemente controlada. Esta se desarrolla gracias a un software especial, que tiene el mismo nombre de Yoosphera, reforzando así lo que es el sentido de comunidad en los grupos territoriales como ya mencionado interiormente. Además, aumenta la creación de pequeños grupos organizados según círculos concéntricos, siendo los grupos pequeños más fáciles de gestionar, según las teorías del profesor Robin Dunbar (en particular el número de Dunbar).
Las primeras observaciones del experimento Yoosphera parecen indicar un mejoramiento de la calidad de las relaciones entre cada individuo y su ambiente mediante la organización de pequeños grupos cooperativos que apoyan a sus miembros y a los grupos más próximos, sea en los aspectos materiales como en los aspectos psicológicos, creando de este modo conexiones de tipo emocional y afectivo.
A la función de socialización se añaden las funciones de organización y cohesión de los grupos. Estas funciones permiten contemperar la exigencia de aumentar las potencialidades de la comunidad con la de respetar las diferentes condiciones de los propios miembros desde el punto de vista cultural, profesional, de la obligación familiar, de la disponibilidad económica y de la disponibilidad de tiempo, teniendo también en cuenta los cambios de dichas condiciones y de ser capaz de secundarlas con la máxima flexibilidad.
La inteligencia de red colectiva puede relacionarse con la definición de red colectiva (en inglés collective network intelligence) o colnetigence, a su vez próxima a la inteligencia colectiva si bien la colnetigence se diferencia de esta puesto que surge de una cooperación competitiva  intra- u inter- grupo.